# Stanisław Marcinów
Stanisław Marcinów (ur. 4 maja 1901 w Darachowie, zm. 11 maja 1980 w Warszawie) – polski rzeźbiarz, wykładowca akademicki.

## Życiorys

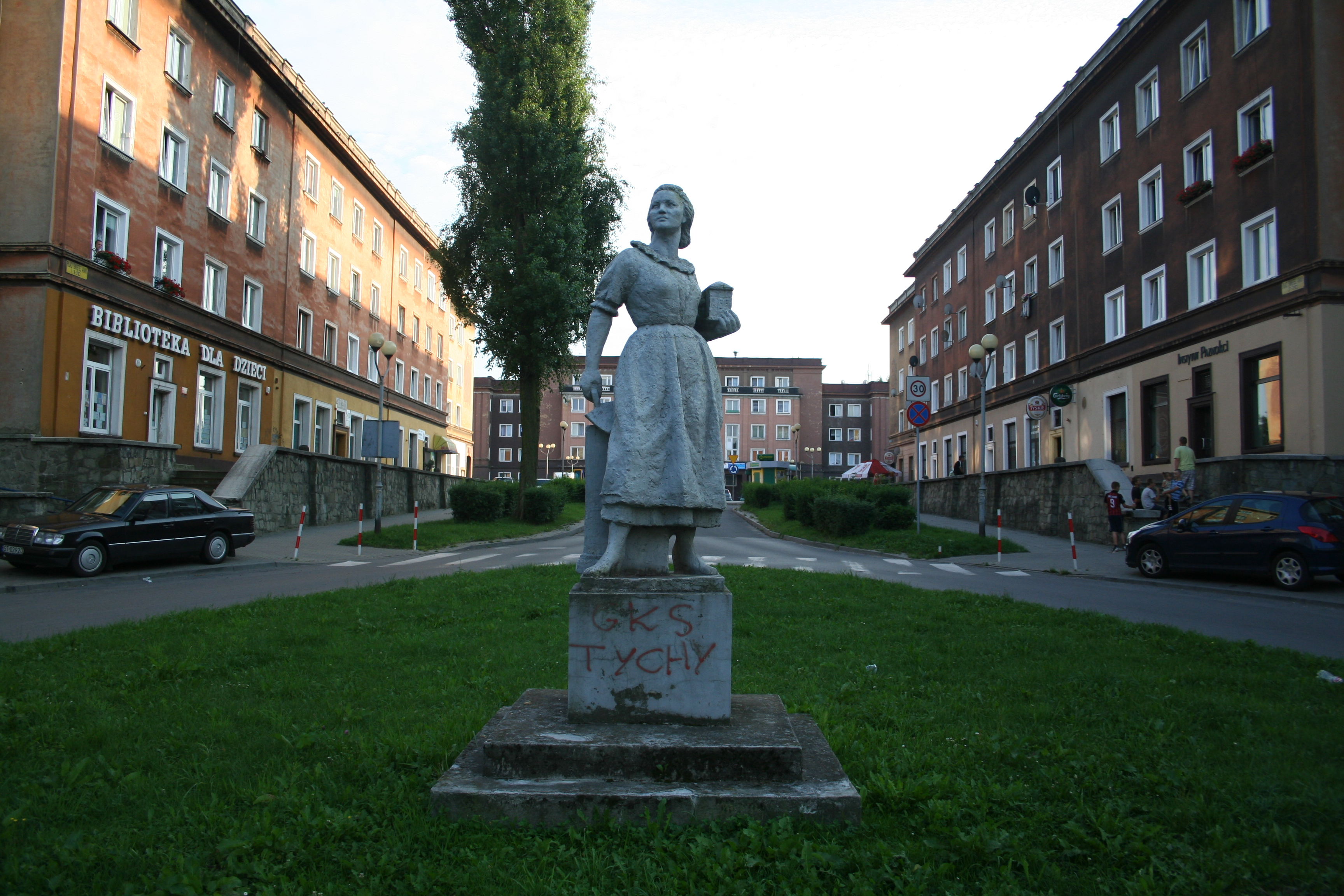
Rzeźba przedstawiająca robotnicę autorstwa Stanisława Marcinowa na Osiedlu A w Tychach (2010)

Studiował na wydziale architektury Politechniki Lwowskiej w latach 1921–1922, a następnie w pracowni Xawerego Dunikowskiego na Wydziale Rzeźby Akademii Sztuk Pięknych w Krakowie w latach 1922–1928. W Krakowie należał do grupy Zwornik. Po ukończeniu studiów pracował jako scenograf w teatrze Gong w Krakowie. W 1923 poślubił córkę burmistrza Nowego Targu Janinę Rajską. Zagrożony aresztowaniem podczas II wojny światowej ukrywał się, początkowo w Krościenku, a następnie w Krakowie.
Po II wojnie światowej przeprowadził się na Śląsk. W 1945 roku współpracował z Wydziałem Kultury i Sztuki Wojewódzkiej Rady Narodowej w Katowicach w organizacji życia artystycznego na Śląsku. Był dyrektorem Liceum Sztuk Plastycznych i Liceum Technik Plastycznych w Katowicach w latach 1945–1947. Następnie pracował jako wykładowca na Wydziale Malarstwa i Grafiki Akademii Sztuk Pięknych w Krakowie – Oddział w Katowicach w latach 1947–1963, od 1964 do 1970 roku pracował tamże jako docent. W 1952 przeniósł się do Warszawy i został wykładowcą na Wydziale Rzeźby warszawskiej Akademii Sztuk Pięknych. Mieszkał w Warszawie przy ul. Wiktorskiej 83/87 m.35. Zmarł 11 maja 1980. Został pochowany na Cmentarzu Wilanowskim.

## Ordery i odznaczenia
- Krzyż Kawalerski Orderu Odrodzenia Polski (1970)[3]
- Złoty Krzyż Zasługi (18 stycznia 1946)[5]
- Medal 10-lecia Polski Ludowej (1955)[3]

## Nagrody
- nagroda Związku Polaków w Ameryce w konkursie na pomnik Władysława Orkana (1935)[3]
- nagroda miasta Krakowa (Wystawa Okręgu Krakowskiego Związku Polskich Artystów Plastyków (1939)[3]
- I nagroda w konkursie na Pomnik Wdzięczności Armii Radzieckiej w Sosnowcu[3]
- nagrody Wojewódzkiej Rady Narodowej w Katowicach (1948, 1957)[3]

## Twórczość

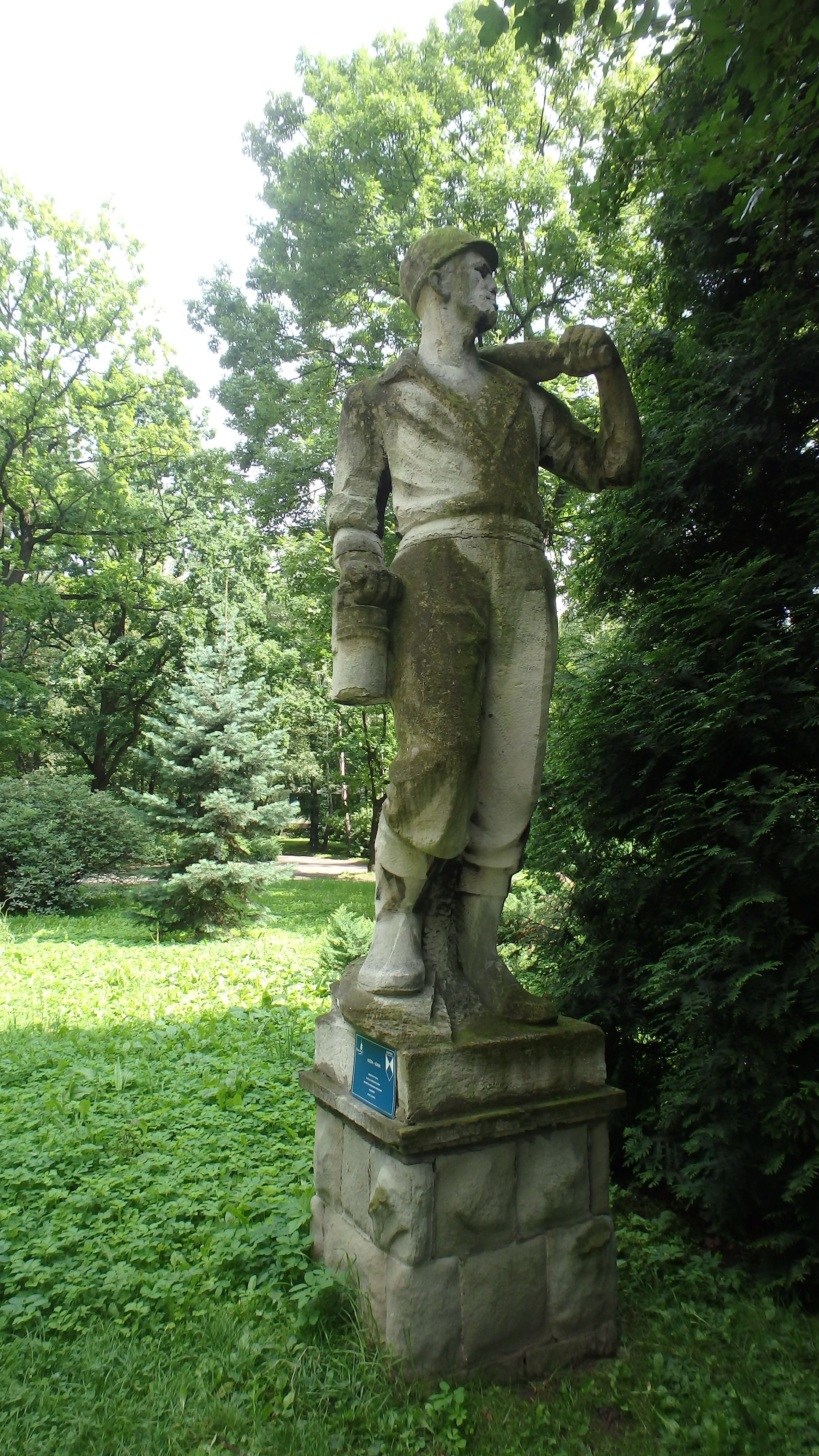
Górnik, zabytkowa rzeźba autorstwa Stanisława Marcinowa w Parku Śląskim (2016)

Zajmował się rzeźbą zarówno monumentalną, jak i kameralną, rzeźbił w kamieniu naturalnym i sztucznym, wykorzystywał także gips polichromowany. Jego rzeźby po 1945 roku  powstały w duchu socrealizmu. Publikował ponadto teksty o sztuce w „Kulturze”, „Odrze”, „Trybunie Ludu”.
Wybrane dzieła:
- scenografia dla teatru Gong w Krakowie (1928)[1]
- rzeźby do katedry na Wawelu z Wandą Ślędzińską i Xawerym Dunikowskim (1930)[1]
- płaskorzeźba Ostatnia wieczerza dla Śląskiego Seminarium Duchownego[1]
- część attyki Seminarium Częstochowskiego w Krakowie[1]
- pomnik Adama Mickiewicza do parku miejskiego w Nowym Targu[2]
- projekt tablicy upamiętniającej dziesiątą rocznicę Bitwy Warszawskiej, którą umieszczono na frontonie ratusza w Nowym Targu[2] (1930)
- pomnik Władysława Orkana w Nowym Targu[1] (z Michałem Rekuckim, 1932–1933[2], odsłonięty w 1933 roku na placu Juliusza Słowackiego)
- Pomnik Wdzięczności Armii Radzieckiej w Katowicach (1948)[1]
- Pomnik Wdzięczności Armii Radzieckiej w Sosnowcu (1948)[1]
- rzeźby do Wojewódzkiego Parku Kultury i Wypoczynku (1953–1955)[1] (zob. rzeźby w Parku Śląskim)
- supraporty oraz płaskorzeźba w holu Pałacu Młodzieży w Katowicach (1953–1955)[1]
- pomnik Włodzimierza Lenina dla Kopalni Węgla Kamiennego Wesoła (1968)[1]